# Anthony Blunt
Anthony Frederick Blunt (Bournemouth, Hampshire, 26 september 1907 – Westminster Londen, 26 maart 1983), beter bekend als Sir Anthony Blunt was tussen 1956 en 1979 ridder in de Koninklijke Orde van Victoria. Hij was een Britse spion, kunsthistoricus, professor kunstgeschiedenis aan de Universiteit van Londen, directeur van de Courtauld Institute of Art in Londen van 1947 tot 1974 en Surveyor of the King's Pictures (Bewaarder van de schilderijen van de Koning) van 1945 tot 1972.
Blunt was een belangrijk kunstcriticus, maar werd vooral bekend als de "Vierde man" van de Cambridge Five, een groep spionnen die voor de Sovjet-Unie werkte vanaf begin jaren 1930 tot zeker in de jaren 1960. In 1963 onthulde een Amerikaan, Michael Whitney Straight, aan de FBI dat hij als student in Cambridge door Blunt als agent werd geronseld. Blunt bekende en zegde toe mee te werken aan het onderzoek van de Britse inlichtingendienst MI5, in ruil waarvoor hij zijn adellijke titel mocht houden, net als zijn functie van beheerder van de schilderijen van de vorstin en van docent aan het Courtald Institute of Art. In de jaren daarna werd Blunt herhaaldelijk ondervraagd, maar hij gaf maar weinig nieuwe informatie - hoewel wordt aangenomen dat hij veel meer wist. Hij werd in 1979 publiekelijk ontmaskerd in het boek The Climate of Treason van de schrijver Andrew Boyle. Na vragen in het Britse Lagerhuis bevestigde premier Margaret Thatcher de rol van Blunt als "Vierde man" en werd hij publiekelijk uit zijn officiële functies gezet en werd hem zijn riddertitel afgenomen.
Medio 2009 (25 jaar nadat deze werden aangeboden aan de British Library) werden zijn memoires openbaar. Hierin onthult Blunt dat hij "diepe spijt" had van zijn rol als spion. Hij noemt het "de grootste fout van zijn leven".

## Biografie

### Vroege jaren
Blunt werd geboren in Bournemouth als derde en jongste zoon van een geestelijke, (Arthur) Stanley Vaughan Blunt (1870–1929) en zijn vrouw, Hilda Violet (1880–1969). Hij was de broer van de schrijver Wilfrid Jasper Walter Blunt en van de numismatist Christopher Evelyn Blunt en achterneef van Wilfrid Scawen Blunt.
Er is vaak over Blunt is gezegd dat hij een verre verwant was van Queen Mary (Mary van Teck) – meestal wordt Prins Michael van Hesse als hun gemeenschappelijke neef genoemd – maar nergens wordt de exacte verwantschap vermeld. Hij was echter aantoonbaar een achterneef van Elizabeth Bowes-Lyon, wijlen Koningin-Moeder, door zijn moeder, Hilda V. Master, dochter van John Henry Master, zoon van Frances Mary Smith, zus van Oswald Smith, vader van Frances Dora Smith, moeder van Claude George Bowes-Lyon, 14e graaf van Strathmore en Kinghorne, vader van Elizabeth Angela Marguerite Bowes-Lyon, waardoor Blunt en de Koningin-Moeder achterneef en -nicht waren door de gemeenschappelijke afstamming van George Smith en zijn vrouw Frances Mary Mosley.
Hij kreeg zijn vroege opleiding aan het Marlborough College, waar hij lid werd van de geheime 'Society of Amici', en waar hij een leeftijdgenoot was van Louis MacNeice (wiens onvoltooide autobiografie The Strings are False talloze verwijzingen naar Blunt bevat), John Betjeman en Graham Shepard. Later studeerde hij wiskunde aan Trinity College in Cambridge en behaalde hij zijn eerste graad op dat gebied. Maar hij stapte over naar Moderne Talen en studeerde hierin af in 1930 en werd leraar Frans. Hij werd een 'Fellow' aan de universiteit in 1932 en lid van de Cambridge Apostles, een geheim genootschap, dat op dat moment hoofdzakelijk marxistisch was, en bestond uit leden (studenten, afgestudeerden, docenten en hoogleraren) van de Universiteit van Cambridge.

### Spionage
Nadat Blunt de Sovjet-Unie had bezocht in 1933, werd hij in 1934 door de NKVD (later opgegaan in de KGB) gerekruteerd. Omdat hij een toegewijd communist was, werd hij in Cambridge benaderd door zijn student Guy Burgess, hoewel er reden is aan te nemen dat Blunt de leiding kreeg omdat hij ouder was. In 1939 ging hij in het Britse leger en in 1940 werd hij gerekruteerd voor MI5, de militaire geheime dienst. Hij bereikte de rang majoor. In die periode speelde hij informatie over Ultra, die was ontcijferd door Enigma te kraken, door aan de Sovjets.
Tegen het einde van de Tweede Wereldoorlog ondernam Blunt een succesvolle missie in het verslagen Duitsland om op last van de Britse koninklijke familie belastende brieven van de hand van de Hertog van Windsor aan Adolf Hitler terug te halen. De missie zou ook de zogenoemde "Vicky-brieven" hebben kunnen betreffen.
Na het overlopen naar de Sovjet-Unie van Guy Burgess en Donald Maclean kwam ook Blunt onder verdenking te staan. Hij was langdurig bevriend met Burgess, vanaf hun periode op Cambridge. Burgess vluchtte samen met Maclean toen deze laatste op het punt stond ontmaskerd te worden door het ontcijferen binnen het Venona-project. Blunt werd in 1952 door MI5 ondervraagd, maar verried daarin weinig tot niets. Blunt werd in 1956 in de ridderstand verheven voor zijn werk voor MI5.
In januari 1964 ondervroeg Arthur Martin van MI5 Michael Straight (later eigenaar en uitgever van The New Republic en voorzitter van de National Endowment for the Arts), een Amerikaan die aan het Trinity College, Cambridge had gestudeerd en daar bevriend was geraakt met Blunt, Kim Philby, Donald Maclean en Guy Burgess. Straight beweerde dat Blunt hem had geprobeerd te rekruteren voor spionage voor de Sovjets. Arthur Martin en Jim Skardon hadden Blunt 11 keer ondervraagd sinds 1951, maar Blunt had nooit iets toegegeven. Gewapend met het verhaal van Straight ondervroeg Martin Blunt nogmaals en nu legde deze een bekentenis af. Hij bekende een Sovjet-spion te zijn en noemde John Cairncross, Peter Ashby, Brian Symon en Leo Long als spionnen die hij had gerekruteerd. In ruil voor zijn volledige bekentenis stemde de Britse regering ermee in zijn rol als spion 15 jaar geheim te houden plus immuniteit voor vervolging. Kort hierna werd Koningin Elizabeth II hierover geïnformeerd. Martin was teleurgesteld dat het hoofd van de MI5 Sir Roger Hollis en Hoofdofficier van justitie Sir John Hobson besloten Blunt niet te vervolgen. Hij wees erop dat er bewijzen waren dat er nog altijd een Sovjet-spion werkzaam was binnen MI5, maar Hollis vond die gedachte zeer schadelijk voor de organisatie en zette Martin uit zijn functie. In Spycatcher, de bestseller van Peter Wright uit 1987, beweert Wright dat Hollis het meest overeenkwam met het profiel dat was opgesteld voor de mogelijke mol binnen MI5, die tevens de "Vijfde man" zou zijn van de Cambridge Five.
De rol van Blunt als Sovjet-spion werd - hoewel onder een pseudoniem - in 1979 onthuld in het boek Climate of Treason van Andrew Boyle, waarna hij in hetzelfde jaar publiekelijk werd genoemd door premier Margaret Thatcher. Koningin Elizabeth II nam hem zijn ridderschap af en hij werd verwijderd als Honorary Fellow van het Trinity College. Er werd gespeculeerd dat Blunt na de publieke ontmaskering het land was ontvlucht en ergens in Zuid-Europa zou leven, hij keerde echter direct terug naar Londen. Waarschijnlijk besefte hij op dat moment niet hoe heftig de emoties waren jegens hem, totdat hij op een dag in februari 1980 een film wilde bekijken in Notting Hill, maar hij met gejoel de bioscoop uit werd gejaagd. Diezelfde maand wierp John Gaskin, zijn partner sinds 1953, zich van een balkon op de zesde verdieping. Blunt stierf in zijn huis in London in 1983.
Volgens documenten van MI5 die in 2002 openbaar werden gemaakt, was die geheime dienst al in 1950 door de schrijver Moura Budberg geïnformeerd dat Blunt een lid was (geweest) van de Communistische Partij, maar werd die informatie genegeerd.

#### Memoires
In oktober 2001 berichtte de BBC dat autobiografische memoires, die Blunt in de periode 1979-1983 had geschreven over zijn leven en de periode vanaf zijn spionage tot en met zijn ontmaskering door Margaret Thatcher in 1979, werden bewaard door de British Library. De anonieme schenker had bij het overhandigen ervan bedongen dat de inhoud pas na 25 jaar openbaar mocht worden gemaakt. Het manuscript werd uiteindelijk openbaar gemaakt op 23 juli 2009. In het manuscript noemt Blunt zijn spionage voor communistisch Rusland een "fout":
Wat ik niet besefte, was dat ik politiek zo naïef was, dat ik mij nooit aan enige politieke actie van deze soort zou moeten verbinden. De sfeer op Cambridge was zo intens, het enthousiasme voor ieder anti-fascisme was zo groot, dat ik de grootste fout van mijn leven maakte.
Hoewel men er bij hem op aandrong over te lopen, net als Maclean, Burgess en Philby voor hem, beweert hij dat hij "zich vrij duidelijk realiseerde dat ik liever elk risico liep in [Groot-Brittannië] dan naar Rusland te gaan." Nadat hij publiekelijk was ontmaskerd, beweert hij zelfmoord te hebben overwogen, maar wendde zich in plaats daarvan tot "whiskey en geconcentreerde arbeid".

### Kunsthistoricus
Gedurende de periode waarin hij spioneerde, was de publieke carrière van Blunt die van kunsthistoricus, een gebied waarin hij aanzien verwierf. In 1940 werd het grootste deel van zijn proefschrift gepubliceerd onder de titel Artistic Theories in Italy, 1450-1600. In 1945 kreeg hij de aanzienlijke post van Bewaarder van de schilderijen van de Koning en later (na de dood van koning George VI in 1952) die van Bewaarder van de schilderijen van de Koningin, een van de grootste privécollecties ter wereld. Hij bekleedde die functie 27 jaar, werd geridderd als een KCVO in 1956 voor zijn werk op die post en had een cruciale invloed op het uitbreiden en catalogiseren van de Queen's Gallery, die in 1962 werd opengesteld.
In 1947 werd hij zowel hoogleraar kunstgeschiedenis aan de Universiteit van Londen als directeur van het Courtauld Institute of Art, Universiteit van Londen, waar hij al les had gegeven sinds de lente van 1933. Hij bleef er directeur tot 1974. Met deze positie had hij het recht op een appartement op het terrein van de universiteit. Gedurende de 27 jaar aan het Courtauld Institute werd Blunt gerespecteerd als toegewijd leraar, van een aard die superieur was aan zijn staf. Zijn bijdrage aan het Courtauld was het uitbreiden van de staf, fondsen en ruimte; hij vervulde een centrale rol in het aankopen van de uitmuntende collecties van de Courtauld Galleries. Hij wordt vaak geroemd vanwege zijn rol om het Courtauld te vormen tot wat het momenteel is, maar ook voor zijn pioniersrol op het gebied van kunstgeschiedenis in Engeland en het opleiden van de volgende generatie Britse kunsthistorici.
In 1953 publiceerde Blunt zijn boek Art and Architecture in France, 1500-1700. Hij was specifiek een expert op het gebied van de werken van Nicolas Poussin, schreef talloze boeken en artikelen over de schilder en was curator van een belangrijke overzichtstentoonstelling van Poussin in het Louvre in 1960, die een enorm succes was. Hij beperkte zijn onderzoek echter niet tot Italiaanse en Franse kunst, maar schreef ook over onderwerpen als William Blake, Pablo Picasso, de galerieën van Engeland, Schotland en Wales. Van de verzameling van de Koningin catalogiseerde hij ook de Franse tekeningen (1945), de tekeningen van G. B. Castiglione en Stefano della Bella (1954), Romeinse tekeningen (met H. L. Cooke, 1960) and Venetiaanse tekeningen (met Edward Croft Murray, 1957), maar ook een supplement en corrigenda bij de Italiaanse catalogus (in E. Schilling's German Drawings). Hij woonde een zomercursus bij op Sicilië in 1965, waardoor hij veel interesse kreeg in de Siciliaanse architectuur; in 1968 schreef hij het enige gezaghebbende werk en dieptestudie over de Siciliaanse Barok.

### Trivia
De kwestie Blunt staat centraal in de eerste aflevering (getiteld Olding) uit het derde seizoen van de Britse Netflix-serie The Crown. De rol van Blunt wordt vertolkt door de acteur Samuel West.